# Jüdischer Friedhof (Würselen-Morsbach)
Der Jüdische Friedhof Würselen-Morsbach liegt im Ortsteil Morsbach der Stadt Würselen in der Städteregion Aachen (Nordrhein-Westfalen) und wurde 1857 angelegt und bis 1939 belegt. Der Friedhof liegt westlich von Würselen oberhalb des Wurmtals zwischen Waldstraße und Steingasse und diente Juden aus Würselen, Herzogenrath, Kohlscheid und Bardenberg als Begräbnisstätte.
Nachdem der Friedhof im Jahre 1939 von Nationalsozialisten verwüstet worden war, wurden 1946 die meisten Grabsteine wieder aufgerichtet und repariert. Im Jahr 1977 wurde er dann erneut von Vandalen aus der Umgebung geschändet. Mit Hilfe von ehrenamtlichen Aktionen und des Grünflächenamtes konnte der Friedhof einigermaßen wiederhergerichtet werden. Es sind noch 22 Grabsteine (Mazewot) vorhanden.
Der Friedhof zählt zu den Baudenkmälern der Stadt Würselen (Nr. A 98/St).

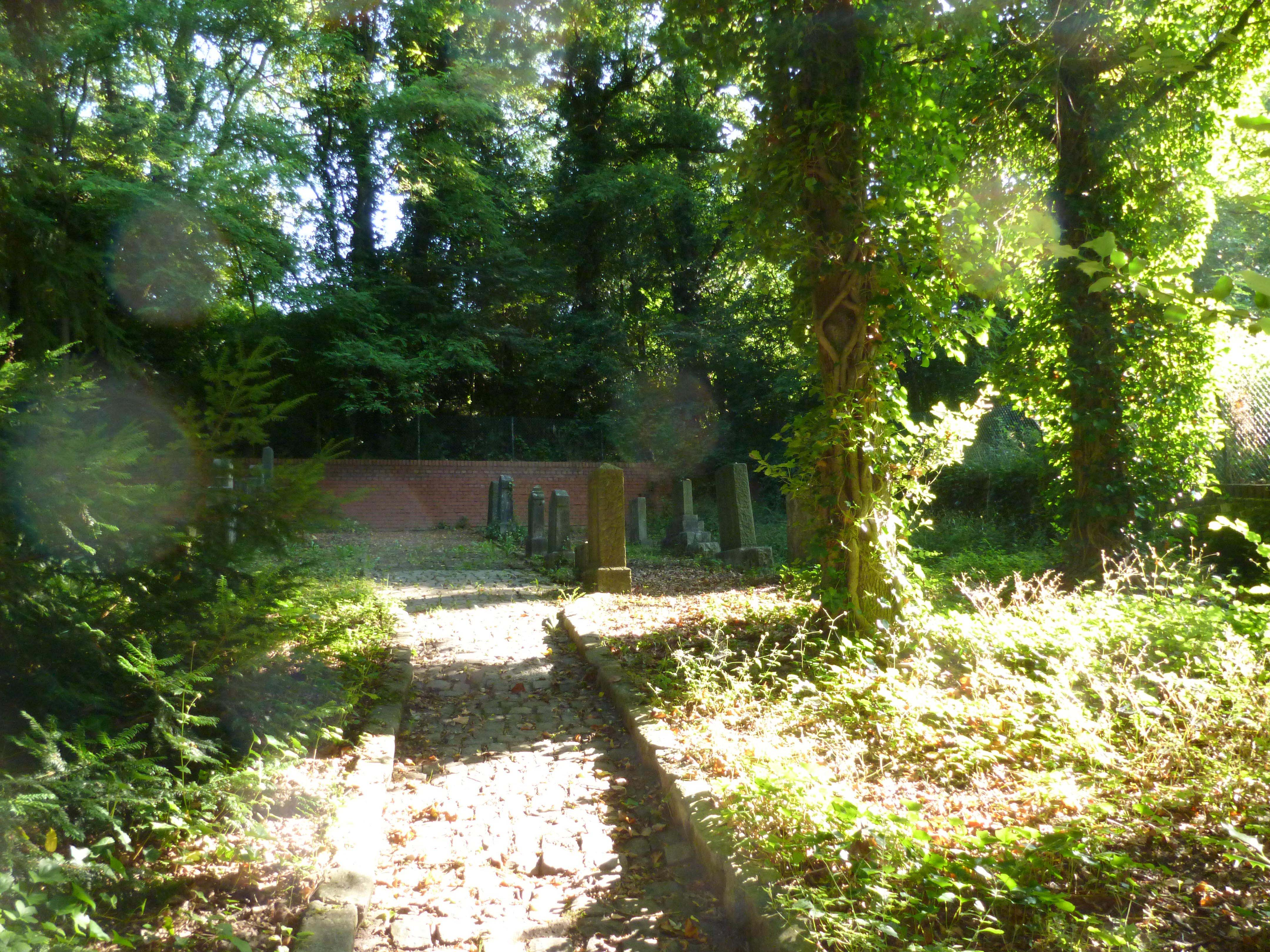
Der jüdische Friedhof in Morsbach (Würselen), 2013
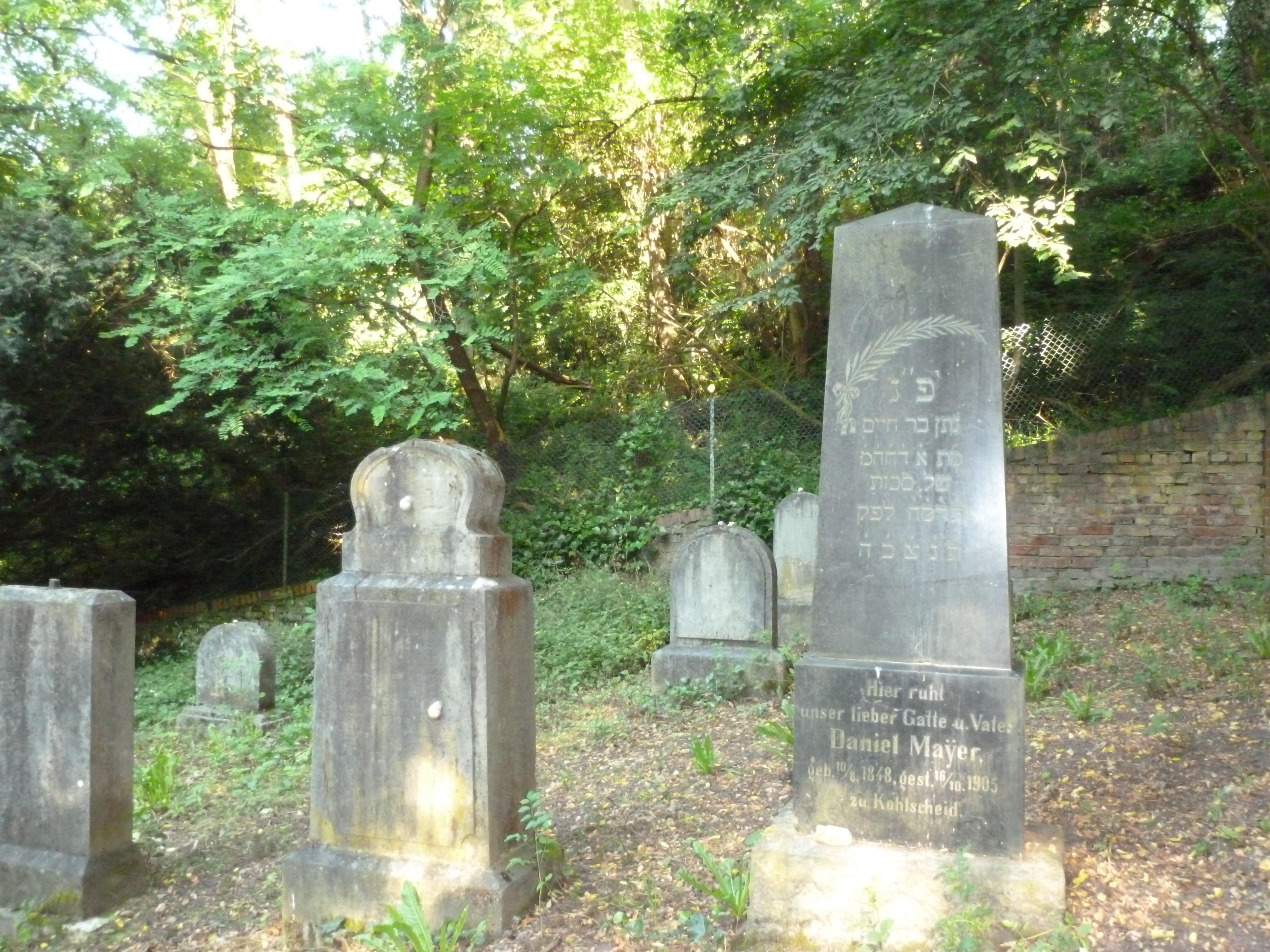
Grabstein Daniel Mayer
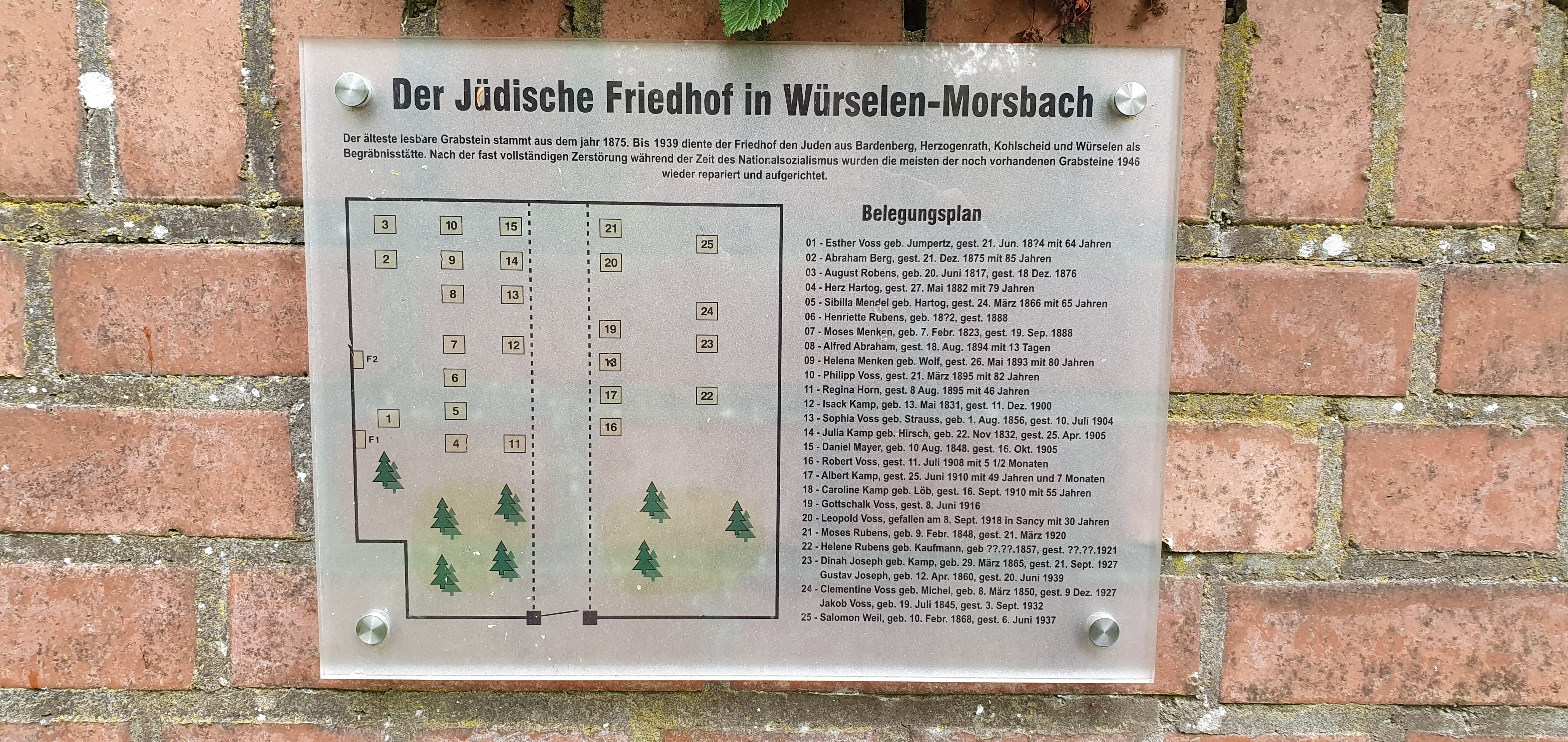
Belegungsplan